# Phycoplast

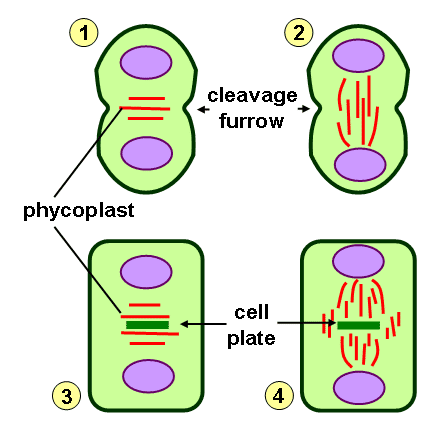
Schematische Darstellung der Zellteilungstypen bei verschiedenen Grünalgen: 1) Phycoplastbildung mit Trennungsfurche (zum Beispiel Chlamydomonas); 2) Trennungsfurche und bestehendem Spindelapparat (zum Beispiel Klebsormidium); 3) Phycoplast und Zellplattenbildung (zum Beispiel Fritschiella); 4) Spindelapparat und Phragmoplast mit Zellplattenbildung (zum Beispiel Coleochaete)

Als Phycoplast (von griech. phykos = „Tang“, „Seegras“ und plastos = „geformt“) wird eine spezielle Ausrichtung der Mikrotubuli während der Zellteilung der Chlorophyceae, der größten Gruppe innerhalb der Grünalgen, bezeichnet. Bei ihnen zerfällt der üblicherweise senkrecht zur Trennungsebene liegende Spindelapparat und es bildet sich eine neue, parallel zur neuen Zellwand der Einzelzellen angeordnete Mikrotubulistruktur. Die Zellteilung erfolgt über eine Trennungsfurche und es wird im Regelfall keine temporäre Zellplatte angelegt.
Im Gegensatz dazu werden die Mikrotubuli bei den Streptophytina, also allen mehrzelligen Pflanzen sowie den Armleuchteralgen, senkrecht zur neuen Zellwand angeordnet. Hier spricht man entsprechend vom Phragmoplasten, der durch die Verwachsung der Tubuli eine temporäre Zellplatte aufbaut, die im Laufe der Zellteilung den Spindelapparat unterbrechen kann und sich mit der Trennung der Tochterzellen wieder auflöst. Der Phragmoplast kann entsprechend als abgeleitetes Merkmal betrachtet werden, der eine Apomorphie der Streptophytina darstellt und somit deren Zusammenfassung begründet.